# Académie de la région du Grand Casablanca
Vous pouvez aider à l'améliorer ou bien discuter des problèmes sur sa page de discussion.
- Il ne cite pas suffisamment ses sources. Vous pouvez indiquer les passages à sourcer avec {{référence nécessaire}} ou {{Référence souhaitée}}, et inclure les références utiles en les liant aux notes de bas de page. (Marqué depuis septembre 2014)
- Il contient une ou plusieurs listes. Le texte gagnerait à être rédigé sous la forme d’un ou plusieurs paragraphes synthétiques, afin d’être plus agréable à lire. (Marqué depuis février 2022)
- Il n’est pas rédigé dans un style encyclopédique. (Marqué depuis février 2022)
- Son titre n'est pas conforme aux conventions de Wikipédia. Renommez l'article pour que son titre décrive précisément et brièvement le sujet traité en respectant ces conventions. (Marqué depuis février 2022)
- Il est à actualiser. Certains passages sont obsolètes ou annoncent des événements désormais passés. (Marqué depuis février 2022)

- Archive Wikiwix
- Bing
- Cairn
- DuckDuckGo
- E. Universalis
- Gallica
- Google
- G. Books
- G. News
- G. Scholar
- Persée
- Qwant
- (zh) Baidu
- (ru) Yandex
- (wd) trouver des œuvres sur Wikidata

Pour les articles homonymes, voir Aref.
L'Académie Régionale d'Éducation et de Formation (AREF) du Grand Casablanca est l'entité qui se charge de l'enseignement et de la formation dans la région du Grand Casablanca au Maroc. 

## Organigramme de l'AREF
- Division des affaires pédagogiques
- Centre régional de documentation, d'animation et de la production pédagogique
- Division de la carte scolaire, de l'information et de l'orientation
- Division des affaires administratives et financières
- Division de la gestion des ressources humaines, de la communication et du partenariat

## Délégations
- Délégation Casa-Anfa
- Délégation Hay Hassani
- Délégation Ain Chock
- Délégation Mly Rachid-Sidi Othmane
- Délégation Ben M'Sick
- Délégation Derb soultane-Alfida
- Délégation Ain Sebaâ-Hay Mohammadi
- Délégation Sidi Albarnoussi-Zanata
- Délégation Nouaceur
- Délégation Mediouna
- Délégation Mohammedia

## Établissements par délégation

### Ain Chock(45 établissements)
- Lycée Abdelkhalek Torres
- Lycée Lamsella
- Lycée Ibn Zaidoun
- Lycée Abdelkrim Lkhattabi
- Lycée Abdellah Layachi
- Lycée Othmane Ben Affane
- Lycée Ibn Arabi
- Lycée Anwal

### Hay Hassani(9 établissements)
- Lycée Ibnou Al Yassamine - Lycée qualifiant enseignement général
- Lycée Amr Ibnou Al Ass - Lycée qualifiant enseignement général
- Lycée Abdel Aziz Al Fachtali - Lycée qualifiant enseignement général
- Lycée El Kadi Ayad - Lycée qualifiant enseignement général
- Lycée Ibnou El Haytam - Lycée qualifiant enseignement général
- Lycée Ibnou Rochd - Lycée qualifiant enseignement général
- Lycée Tarek Ibnou Ziad - Lycée qualifiant enseignement général
- Lycée badr - Lycée qualifiant enseignement général

### Al Fida - Mers Sultan(10 établissements)
- Lycée Lkhawarizmi
- Lycée Taha Hussein
- Lycée Salah dine Alayoubi
- Lycée Jamal dine almahyawi
- Lycée Fatima Zahra
- lycée Mohamed 5
- Lycée Sidi Moumen

### Casa-Anfa(13 établissements)
- Moulay Idriss Premier
- Ouallada
- Zeriab
- Moulay Abdellah
- Omar Bnou Al Khattab
- Chawki
- Al Boukahry
- Al Masjid
- Al Waha
- Ibn Toumerte
- Al Khansa
- Abdelkrim Lahlou
- Lermitage

### Ain Sebaâ-Hay Mohammadi(11 établissements)
- lycée al bouhtouri
- lycée mustapha al maani
- lycée ibnou awam
- lycée abdkrim khatabi
- Lycée Okba Ibn Nafii
- Lycée Imam Malik
- Lycée Ibn Albannaa Almourrakouchi
- lycée Ibn Ghazala

### Sidi Albarnoussi-Zanata(18 établissements)
- Lycée Bnou Mandour
- Lycée Mohammed VI
- Lycée Ouallada
- Lycée Zineb Nafzaouia
- Lycée Ibn Chouhaid
- Lycée Khadija Oum Elmouminine
- lycée Elmoukhtar Assoussi

## Direction
- Khadija Benchouikh (2009 — 2015)[1]